# استان ظاهره
استان ظاهره (به عربی:  محافظة الظاهرة ) نام استانی است در کشور پادشاهی عمان.

## جمعیت
جمعیت استان ظاهره براساس آمار سال ۱۹۹۳ میلادی ۱۸۱ هزار نفر بوده‌است.

## جغرافیا
این استان در قسمت شمالی از خاک عمان واقع شده‌است.
در دوران قدیم این منطقه بنام «توأم» و «الجو» معروف بوده‌است.
این منطقه عبارت‌اند از سهل شبه صحراوی در پایه غربی کوه حجر و در امتداد صحرای ربع‌الخالی واقع شده‌است. رشته کوه «الکور» این منطقه از ناحیه مشرق از داخل عمان جدا ساخته‌است.
عربستان سعودی و امارات متحده عربی در ناحیه غربی این منطقه قرار دارند و استان وُسطی از سمت جنوب استان ظاهره واقع می‌باشد.

## شهرهای گردشگری
شهر بریمی و شهر محضة و منطقه خریمه از مناطق گردشگری این استان می‌باشند، شهر بریمی با شهر العین که یکی از شهرهای آباد امارات متحده عربی است با هم چسپیده هستند، شهر العین از طرف جنوب شرقی شهر بریمی واقع شده‌است.
در این استان مناطق تاریخی متعدی وجود دارد من‌جمله: «بازار تاریخی عبری»، «دژ الغسبی»، «فلج العراقی» (قنات العراقی)، «غار الکتبه»، «قلعه الخندق»، «حصون عبول» و «الخصیب» می‌توان نام برد.

## تقسیمات کشوری
استان ظاهره شامل شهرستان و تعداد زیادی شهر و روستا می‌باشد.
شهرستان‌ها (در عربی عمان: ولایات) این استان:

## روستاها
- روستای اشخیره.
- روستای وادی العین.
- روستای الواسط.
- روستای القُبرَ.
- خریمه.

## فهرست منابع و مآخذ
- سلطنة عمان، مسقط: وزارة الاعلام، ۱۹۹۲ به (عربی).
- السلطان:قابوس، البوسعید،  موسوعة  دلیل الأعلام: مسقط، چاپ اول، سال ۱۹۹۸ میلادی. (به عربی).
- المعمری، بن معتوق، سالم ،(«عمان ۹۲») چاپ مسقط سال میلادی۱۹۹۲ میلادی. به (عربی).
- دکتر:القاسمی، سلطان، بن محمد،  «(تقسیم الإمبراطوریة العُمانیة)» ، چاپ دوم، مطابع البیان التجاریة دبی: سال انتشار ۱۹۸۹ میلادی.
- عمان فی عام ۱۹۸۶ (عام الحصاد والتراث) إصدار وزارة الإعللام، دارالعرب للطباعة والنشر والتوزیع، ۱۹۸۶ میلادی
- لفتنانت کولونیل، سیر آرنولد ویلسون،  «(تاریخ عمان والخلیج)»  ، انتشار سال ۱۹۸۸ میلادی.
- دکتر:ادوارد، هندرسون، “ (ذکریات عن دولة الإمارات و سلطنة عمان) “، چاپ موتیف آیت للنشر، مطبعة راشد، عجمان ۱۹۸۸ میلادی.